# La Femme (gruppo musicale)
La Femme è gruppo musicale francese, formato a Biarritz nel 2010.

## Storia
Il gruppo è nato per volere del chitarrista Sacha Got e del pianista Marlon Magnée nel 2010 a Biarritz. Successivamente si sono uniti a loro gli altri membri tra cui il bassista Sam Lefevre, il batterista Noé Delmas, il percussionista Lucas Nuñez e la cantante Clémence Quélennec.
Il primo EP Le podium è uscito nel 2011 e il loro primo album Psycho Tropical Berlin nel 2013, vincendo il premio album rivelazione dell'anno ai Victoires de la musique. Sono stati inoltre il gruppo spalla di artisti come James Blake e i Red Hot Chili Peppers.

## Stile
Il gruppo combina nei suoi pezzi vari generi e stili musicali tra cui Rock psichedelico, punk, il krautrock, musica new wave e musica yéyé. Si ispira a correnti degli anni sessanta, a musicisti come France Gall e Françoise Hardy e ai suoni vintage di Gene Vincent, The Velvet Underground e Kraftwerk.

## Formazione
- Clémence Quélennec - voce
- Sacha Got - chitarra, voce
- Marlon Magnée - pianoforte
- Sam Lefèvre - basso
- Noé Delmas - batteria
- Clara Luciani - voce
- Jane Peynot - voce
- Marilou Chollet - voce
- Lucas Nuñez Ritter - percussioni

## Discografia

### Album in studio
- 2013 – Psycho Tropical Berlin
- 2016 – Mystère
- 2021 – Paradigmes
- 2022 - Teatro Lucido
- 2024 - Rock Machine

### EP
- 2010 – La Femme
- 2011 – Le podium
- 2013 – La Femme

### Singoli
- 2010 – La Femme
- 2011 - From Tchernobyl With Love
- 2013 – Sur la planche
- 2015 - Saisis la corde/Pas réel (split con Stealing Sheep)
- 2016 – Sphynx
- 2016 – Où va le monde?
- 2016 – Septembre
- 2017 - Orgie de gobelins sous champignons hallucinogènes
- 2018 - Runway
- 2019 - L’hawaïenne
- 2020 - Paradigme (Radio edit)
- 2020 - Cool Colorado
- 2020 - Disconnexion
- 2020 - Foutre le bordel
- 2021 - Le jardin
- 2021 - Le sang de mon prochain
- 2021 - Pasadena - Edit